# Sūrnī-ye Pā'īn
Sūrnī-ye Pā'īn (persiska: سورنی پائین, Sūrnī-ye Soflá) är en ort i Iran.   Den ligger i provinsen Kermanshah, i den nordvästra delen av landet, 400 km väster om huvudstaden Teheran. Sūrnī-ye Pā'īn ligger 1 430 meter över havet och antalet invånare är 248.
Terrängen runt Sūrnī-ye Pā'īn är varierad.Runt Sūrnī-ye Pā'īn är det ganska tätbefolkat, med 185 invånare per kvadratkilometer. Närmaste större samhälle är Kāmyārān, 13,4 km nordväst om Sūrnī-ye Pā'īn. Trakten runt Sūrnī-ye Pā'īn består till största delen av jordbruksmark.